# Triathlon ai Giochi del Commonwealth
La gara di triathlon è stata ammessa ai Giochi del Commonwealth a partire dalla XVII edizione che si è svolta a Manchester nel 2002.
Il triathlon è uno sport multidisciplinare individuale articolato su tre prove di nuoto, ciclismo e corsa a piedi che si svolgono in sequenza senza interruzione. Le distanze adottate nel triathlon olimpico, sia maschile sia femminile, sono le seguenti:
- 1,5 km a nuoto
- 40 km in bicicletta
- 10 km di corsa

## Uomini
| Edizione | Oro               | Prest.   | Argento           | Prest.   | Bronzo          | Prest.   |
| -------- | ----------------- | -------- | ----------------- | -------- | --------------- | -------- |
| 2002     | Simon Whitfield   | 01:51:57 | Miles Stewart     | 01:51:59 | Hamish Carter   | 01:52:03 |
| 2006     | Brad Kahlefeldt   | 01:49:16 | Bevan Docherty    | 01:49:26 | Peter Robertson | 01:49:32 |
| 2010     | non disputato     |          |                   |          |                 |          |
| 2014     | Alistair Brownlee | 01:48:50 | Jonathan Brownlee | 01:49:01 | Richard Murray  | 01:50:21 |
| 2018     | Henri Schoeman    | 00:52:31 | Jacob Birtwhistle | 00:52:38 | Marc Austin     | 00:52:44 |
| 2022     | Alex Yee          | 00:50:34 | Hayden Wilde      | 00:50:47 | Matthew Hauser  | 00:50:50 |

## Donne
| Edizione | Oro              | Prest.   | Argento              | Prest.   | Bronzo         | Prest.   |
| -------- | ---------------- | -------- | -------------------- | -------- | -------------- | -------- |
| 2002     | Carol Montgomery | 02:03:17 | Leanda Cave          | 02:03:36 | Nicole Hackett | 02:03:41 |
| 2006     | Emma Snowsill    | 01:58:02 | Samantha Warriner    | 01:58:38 | Andrea Hewitt  | 01:58:45 |
| 2010     | non disputato    |          |                      |          |                |          |
| 2014     | Jodie Stimpson   | 01:58:56 | Kirsten Sweetland    | 01:59:01 | Vicky Holland  | 01:59:11 |
| 2018     | Flora Duffy      | 00:56:50 | Jessica Learmonth    | 00:57:33 | Joanna Brown   | 00:57:38 |
| 2022     | Flora Duffy      | 00:55:25 | Georgia Taylor-Brown | 00:56:06 | Beth Potter    | 00:56:46 |

## Medagliere
| #      | Nazione       | Oro | Argento | Bronzo | Totale |
| ------ | ------------- | --- | ------- | ------ | ------ |
| 1      | Australia     | 2   | 2       | 2      | 6      |
| 1      | Regno Unito   | 2   | 2       | 2      | 6      |
| 3      | Canada        | 2   | 1       | 1      | 4      |
| 4      | Sudafrica     | 1   | 0       | 1      | 2      |
| 5      | Bermuda       | 1   | 0       | 0      | 1      |
| 6      | Nuova Zelanda | 0   | 2       | 2      | 4      |
| 7      | Galles        | 0   | 1       | 0      | 1      |
| Totale | Totale        | 8   | 8       | 8      | 24     |

## Edizioni
| Ed. | Ed. Giochi | Anno | Sede       | Nazione     |
| --- | ---------- | ---- | ---------- | ----------- |
| 1   | XVII       | 2002 | Manchester | Regno Unito |
| 2   | XVIII      | 2006 | Melbourne  | Australia   |
| 3   | XX         | 2014 | Glasgow    | Regno Unito |
| 4   | XXI        | 2018 | Gold Coast | Australia   |